# Макензијева улица (Београд)
| МАКЕНЗИЈЕВА · улица | МАКЕНЗИЈЕВА · улица                                                                             |
| ------------------- | ----------------------------------------------------------------------------------------------- |
|                     |                                                                                                 |
| Општина             | Врачар                                                                                          |
| Почетак             | Трг Славија                                                                                     |
| Крај                | Ул. цара Николаја II Сквер Слободана Марковића Мачванска ул.                                    |
| Дужина              | 780 m                                                                                           |
| Ширина              | 14 до 22 m                                                                                      |
| Названа             | 1997.                                                                                           |
| Стари називи        | Маршала Толбухина, Ратних војних инвалида, Ратних инвалида, Цара Николаја II, Светог Саве, Орашка |
|                     |                                                                                                 |
|                     |                                                                                                 |
| Макензијева улица   |                                                                                                 |

Макензијева улица је улица на Врачару, у Београду.
Простире се од Трга Славија, узбрдо до парка на Чубури.
Одатле се наставља у улицу Цара Николаја.
Улица је добила назив по Шкоту Фрaнсису Макензију, који је крајем XIX века урбанизовао подручје око данашње Макензијеве улице.
Ранији назив улице је био Маршала Толбухина, по руском маршалу Толбухину.

## Историја
У другој половини XIX века на простору данашњег Врачара налазиле су се баре где су Београђани одлазили у лов на патке. 
Године 1879. Макензи је од сина председника српског парламента, Стојана Симића откупио то подручје, исушио га и испарцелисао га за продају. 
Макензи је себи саградио кућу на месту где се после Другог светског рата налазио биоскоп „Славија“, а где се данас налази паркинг.
Реконструкција улице је најављена за мај-јун 1979, са постављањем асфалта уместо ситне коцке (заједно са 14. децембра/Цара Николаја Другог) и постављањем семафора на углу са Чубурском.

## Познати објекти
- биоскоп „Славија“, срушен крајем XX века
- ресторан „Орач“
- Споменик природе Платан на Врачару

## Градски превоз
Макензијева улица је, што се превоза тиче, позната јер кроз њу иду тролејбуске линије након Славије.
Туда пролазе линије 19, 21, 22 i 29.
Кроз њу пролазе и аутобуске линије 83 и 24.

## Суседне улице
На Славији Макензијева се налази измећу улица:
1. Београдска
2. Светог Саве

Макензијеву пресецају следеће улице, у редоследу одоздо нагоре, тј. од Славије ка Чубури:
1. Проте Матеје
2. Алексе Ненадовића
3. Смиљанићева
4. Коче капетана
5. Катанићева
6. Курсулина
7. Невесињска
8. Мутапова
9. Ивана Ђаје
10. Новопазарска
11. Соколска
12. Мачванска

Макензијева се наставља у улицу Цара Николаја.